# Mage (rollspel)
Mage är två rollspel utgivna av White Wolf och utspelar sig i World of Darkness, det första, Mage: The Ascension släpptes 1993 och vann ett Origins Award för bästa rollspelsregler 1995. Det andra spelet Mage: The Awakening är en del av White Wolfs uppgradering av sina gamla spelserier och det kom ut 2005.
Båda spelen använder sig av samma spelmekanik men historien har ändrats. I båda spelen spelar man dock som en magiker i nutidsmiljö.